# Meschetibergen
Meschetibergen (georgiska: მესხეთის ქედი, Meschetis kedi) är en bergskedja i Georgien. Den ligger i den sydvästra delen av landet och är en del av Lilla Kaukasus.